# Cattleya cinnabarina
Cattleya cinnabarina är en orkidéart som först beskrevs av James Bateman och John Lindley, och fick sitt nu gällande namn av Cássio Van den Berg. Cattleya cinnabarina ingår i cattleyasläktet som ingår i familjen orkidéer. Inga underarter finns listade i Catalogue of Life.
Artens utbredningsområde anges som Brasilien (södra Minas Gerais, Rio de Janeiro).

## Bildgalleri

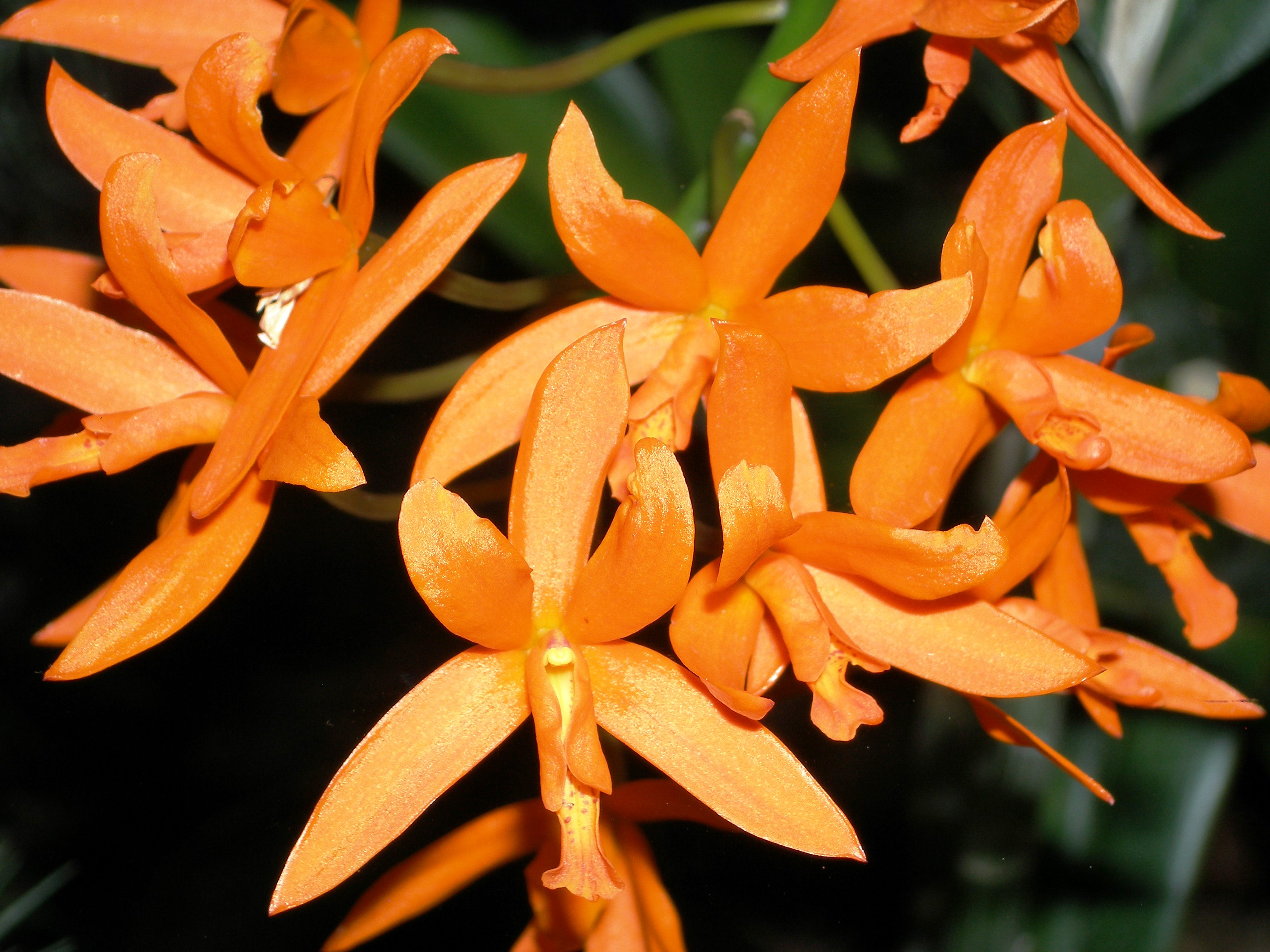
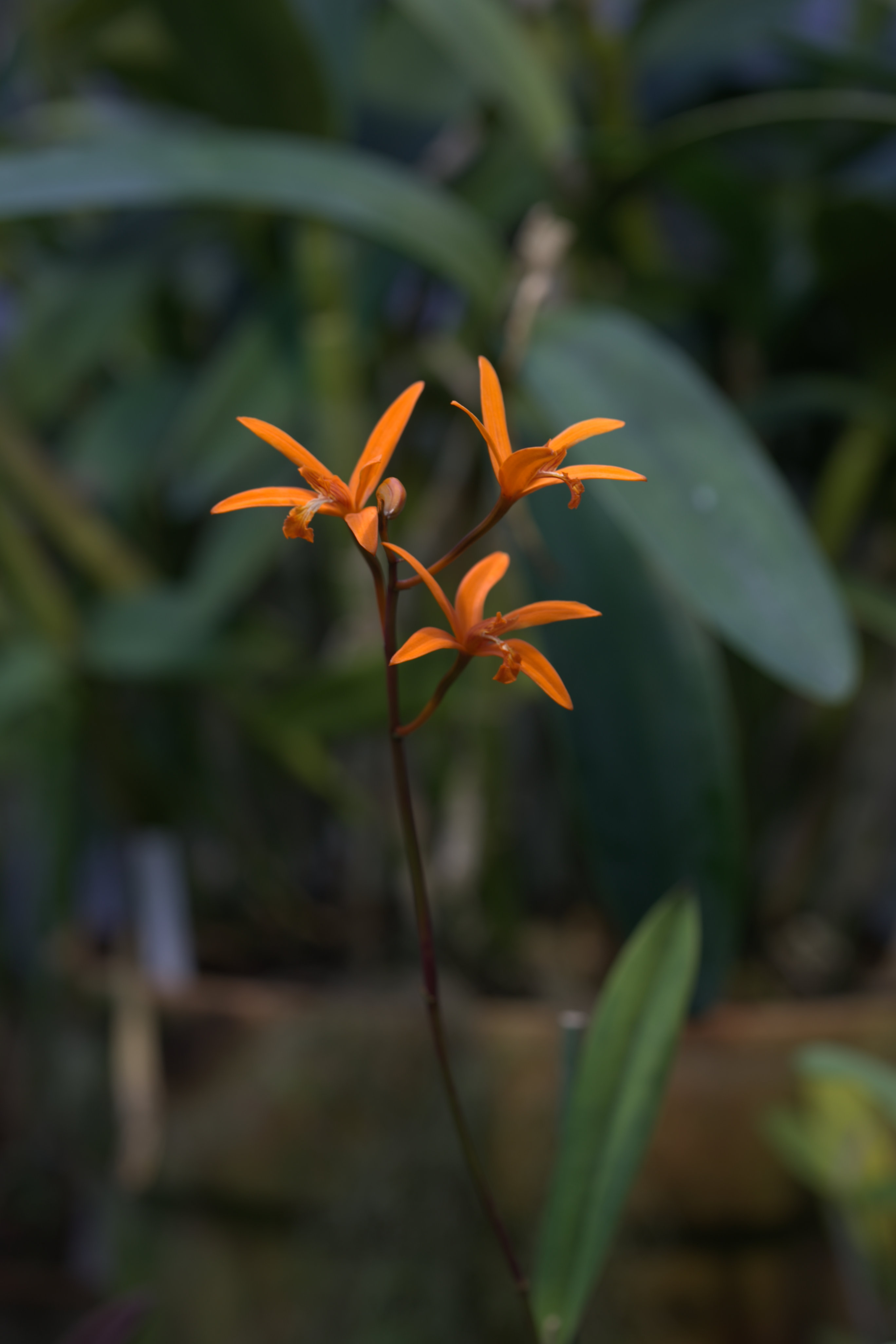
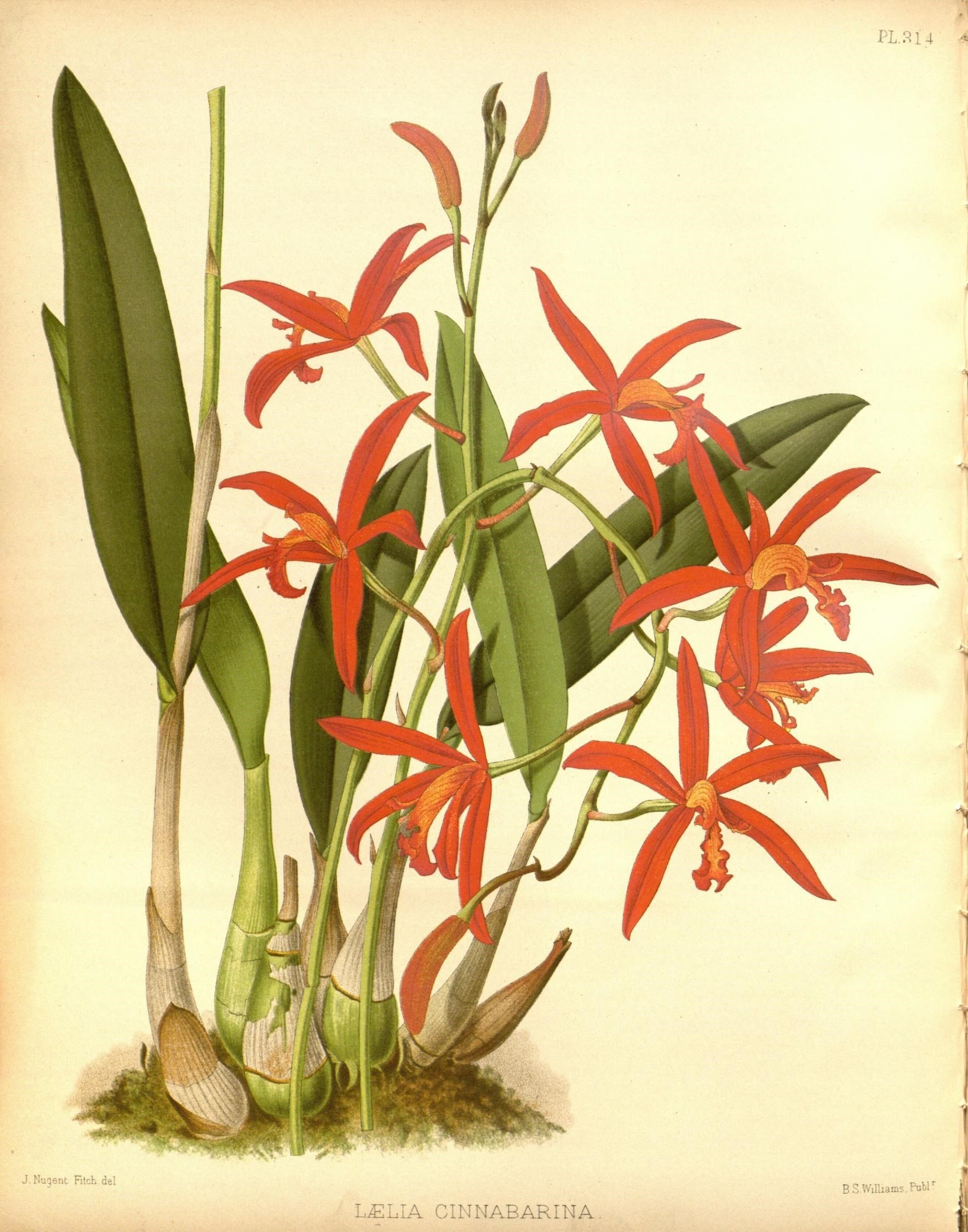